# 斯巴達 (密蘇里州)
斯巴達（英語：Sparta）是位於美國密蘇里州克里斯蒂安縣的城市。

## 人口
根據2020年美國人口普查的數據，斯巴達的面積為3.21平方千米，皆為陸地。當地共有人口1876人，而人口密度為每平方千米584人。